# Elif Jale Yeşilırmak
Yulia Guramievna Rekvava (Юлия Гурамиевна Реквава), Elif Jale Yeşilırmak (ur. 30 lipca 1986) – rosyjska i od 2011 roku turecka zapaśniczka w stylu wolnym. Dwukrotna olimpijka. Szesnasta w Londynie 2012 w wadze 63 kg i dziewiąta w Rio de Janeiro 2016 w kategorii 58 kg.
Srebrna medalistka mistrzostw świata w 2018 i brązowa w 2014 i 2015. Złoty medal na igrzyskach śródziemnomorskich w 2013 i 2018. Złoto w mistrzostwach Europy w 2018 i brąz w 2012 i 2019. Trzecia na igrzyskach europejskich w 2015 roku.